# Guillermo Oyágüez
Guillermo Oyágüez Montero (n. Málaga; 1970) es un pintor español.

## Biografía
Menor de dos hermanos, la fuerte influencia parental determinó que ambos se dedicasen a las artes. Se trasladó a Madrid desde Frigiliana (Málaga) a los cinco años junto a su familia. Estudió Bellas Artes en la UCM, donde se licenció en 1992.
Desde el inicio de su carrera se decantó por el figurativismo, evolucionando con los años desde una paleta cromática poco intensa hasta otra mucho más colorista, por influencia de sus viajes a Norte y Centroamérica, en especial a la isla mexicana de Holbox. De hecho el manejo del color se señala como una de sus mejores cualidades.
Con el tiempo ha orientado ocasionalmente su esfuerzo artístico hacia el autorretrato, la naturaleza muerta o la pintura en torno a la figura en el agua. En los últimos tiempos ha acercado parte de su producción a la obra sacra, con el encargo de un Cristo y un San Cristóbal para la Iglesia de San Cristóbal de Boadilla del Monte (Madrid).
Por influencia de uno de sus profesores y benefactor, José Sánchez Carralero, se inició en la temática paisajística. Con su primer viaje a Túnez para participar en la Bienal de aquel país, se inició también otro motivo recurrente de su pintura: el viaje y lo extranjero. Su etapa en Estados Unidos y el ya mencionado México continuarían esa tendencia. La gran mayoría de sus paisajes se caracterizan por una ausencia directa del ser humano, que aparece ocasionalmente.
La técnica que utiliza se centra principalmente en el óleo sobre lienzo.
En 2011 la productora Mare Films realizó el cortometraje documental «Guillermo Oyágüez, pintor», con apoyo del Instituto de la Cinematografía y las Artes Visuales (ICAA). Dirigido por Antonio Gómez Olea, se centra en el proceso creativo del pintor desde la propia producción artística hasta la preparación y montaje de una exposición.
Con la misma dirección, Oyagüez se embarcó en 2014 en el documental «Retrato de Aida», centrado en el proceso creativo y las relaciones que se establecen entre pintor y modelo, rol que toma la actriz Aida Folch.
En 2019 publicó su primer libro como autor, Viaje a Boston, en realidad la reproducción de los apuntes a mano y dibujos realizados en su libreta de viajes durante una visita a Boston para pintar al natural, que se prolongó durante dos meses.

## Exposiciones

### Individuales
- 1992 Galería Balboa 13, Madrid.
- 1994 Galería Arles, Madrid.
- 1995 Galería Milán, Madrid.
- 1997 Galería Nolde, Navacerrada, Madrid.
- 1997 Galería Haurie, Sevilla.
- 1997 Galería Pedro Torres, Bilbao.
- 1998 Feria D’arte Moderna y Contemporánea de Turín, Italia.
- 1999 Galería Nolde, Navacerrada, Madrid.
- 2000 Galería Ansorena, Madrid.
- 2001 Galería Estela Docal, Santander.
- 2001 Galería Nolde, Navacerrada, Madrid.
- 2002 Galería Akros, Bilbao.
- 2002 Galería Ansorena, Madrid.
- 2003 Sala Parés, Barcelona.
- 2003 Galería Van Dyck, Gijón.
- 2003 Galería Juan Amiano, Pamplona.
- 2004 Galería Estela Docal, Santander.
- 2005 Dos islas Galería Ansorena, Madrid.
- 2005 Galería Pedro Torres, Logroño.
- 2006 Galería Estela Docal, Santander.
- 2006 Galería Nolde, Madrid.
- 2007 Sala Parés, Barcelona.
- 2008 Aisaldo Galería Ansorena, Madrid.
- 2009 Galería Nolde, Navacerrada, Madrid.
- 2010 Sala Parés, Barcelona.
- 2010 Estela Docal, Santander.
- 2011 Guillermo Oyágüez, otros lugares, otros medios, en la galería Ansorena, Madrid.[11]
- 2012 Galería VanDyck, Gijón
- 2014 Sala Parés, Barcelona.
- 2015 Galería Haurie, Sevilla
- 2016 Galería Aurora Vigil Escalera, Gijón
- 2016 Caribe, isla de Holbox, Galería Ansorena, Madrid
- 2017 Art Miami, Miami
- 2018 Una serie de series. Galería Ansorena, Madrid

### Colectivas
- 1992 Galería Balboa, 13, Madrid.
- 1993 Galería Tolmo, Toledo.
- 1995 Galería En Mont Art, Valencia.
- 1995 Galería Siena, Ponferrada.
- 1996 Galería Nolde, Navacerrada, Madrid.
- 1996 Galería Pedro Torres, Bilbao.
- 1998 Jungen Madrid, Potsdam, Alemania.
- 1998 Galería M&R , Madrid.
- 1998 Galería EFE Serrano, Cieza, Murcia.
- 1999 Galería Music Academy of the West, Caia, EE. UU..
- 2000 Galería Clave, Murcia.
- 2002 Bienal del Arte Mediterráneo, Túnez.
- 2002 Galería Nolde, Navacerrada, Madrid.
- 2002 Galería Juan Amiano, Pamplona.
- 2002 Galería Ángel Granero, Bruselas, Bélgica.
- 2003 Galería Estela Docal, Santander.
- 2003 Galería 4 x 17, Madrid.
- 2005 ART MIAMI. Miami, EE. UU.
- 2005 Pabellón de Marruecos, (Exposición Encuentros Culturales del Mediterráneo ECUME).
- 2006 Sala Parés, Barcelona.
- 2006 Galería Nolde, Madrid.
- 2006 Galería Haurie, Sevilla.
- 2007 International Art Expo Malasia.
- 2007 Galería Nolde, Navacerrada, Madrid.
- 2008 Art London.
- 2008 Art Singapure.
- 2008 International Art Expo Malasia.
- 2008 Art in Capital, Grand Palais, París.
- 2009 Art in Capital. Grand Palais, París.
- 2009 International Art Expo Malasia.
- 2009 Jóvenes valores (Galería Vandyck).
- 2010 Jóvenes valores (Galería Vandyck).
- 2010 La noche en blanco, Madrid. 1987 - 1992: Pintura de Guillermo Oyágüez y escultura de Jesús Curiá.[12]
- 2010 Galería Tamenaga, París.
- 2011 Nacidos en los 70 Galería Nolde. Navacerrada (Madrid).[13]
- 2012 Feria de Arte contemporáneo de Estrasburgo
- 2013 Lille Art Fair
- 2013 Feria de Arte Contemporáneo de Estrasburgo
- 2014 Feria de Arte Contemporáneo de Estrasburgo
- 2015 Feria de Arte Contemporáneo de Estrasburgo
- 2015 Affordable Brussels, Bruselas

## Otros proyectos

### Cine
- 2011 Guillermo Oyäguez, pintor. Mare Films.
- 2015 Retrato de Aida .[14]

### Literatura
- 2019 Viaje a Boston [15]

## Premios
- 1994 Pintura al aire libre “Parque del Retiro”, Madrid. Mejor artista menor de 25 años
- 1996 Primer Premio Certamen Nacional “Ciudad de Tudela”
- 1996 Primer Premio Certamen Nacional Acuarela, Priego de Córdoba
- 1997 Primer Premio “Ejército de Aire”
- 1999 Primer Premio de Acuarela, Colmenar Viejo
- 1999 Primer Premio de Pintura, Villa de Riaza
- 1999 Primer Premio VI Certamen Nacional de Pintura “Lozano Sidro”, Priego de Córdoba
- 2000 Primer Premio Certamen Nacional de Pintura de Guadarrama
- 2002 Segundo Premio I Certamen Nacional de Pintura “Virgen de las Viñas"
- 2003 Primer Accésit Aitor Urdangarín
- 2003 Segundo Premio Emilio Ollero
- 2004 Primer Premio de Dibujo de la Academia de Bellas Artes de Granada
- 2004 Segundo Accésit Aitor Urdangarín
- 2008 Premio Fundación Taylor, Grand Palais, París2009 Segundo Accésit, Fundación Villalar.
- 2010 Salón de Otoño de Madrid, Premio "Excmo Ayuntamiento de Madrid"